# Лусус-Дебат
Лусу́с-Деба́т (фр. Loussous-Débat) — коммуна во Франции, находится в регионе Юг — Пиренеи. Департамент — Жер. Входит в состав кантона Эньян. Округ коммуны — Миранд.
Код INSEE коммуны — 32218.

## География

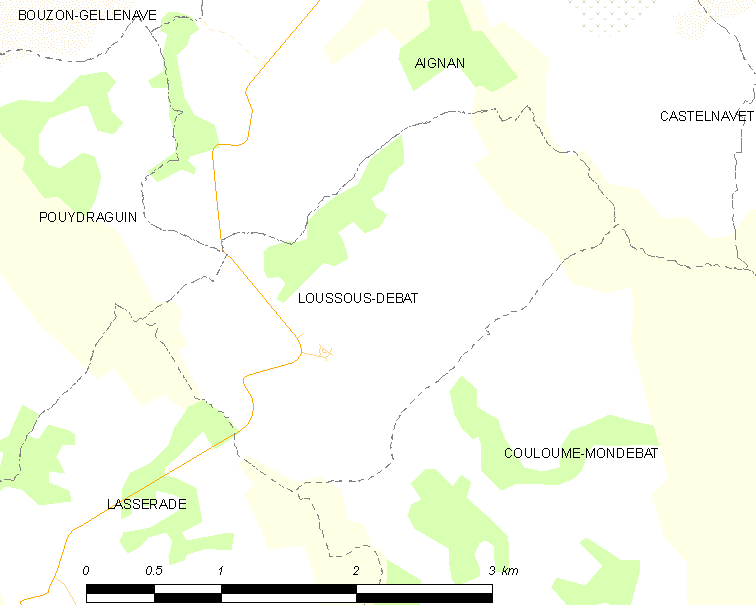
Карта коммуны

Коммуна расположена приблизительно в 610 км к югу от Парижа, в 115 км западнее Тулузы, в 45 км к западу от Оша.
По территории коммуны протекают реки Миду и Пети-Мидур.

## Климат
Климат умеренно-океанический. Лето жаркое и немного дождливое, температура часто превышает 35 °С. Зимой часто бывает отрицательная температура и ночные заморозки. Годовое количество осадков — 700—900 мм.

## Население
Население коммуны на 2010 год составляло 49 человек.
| 1962 | 1968 | 1975 | 1982 | 1990 | 1999 | 2010 |
| ---- | ---- | ---- | ---- | ---- | ---- | ---- |
| 89   | 67   | 63   | 66   | 51   | 56   | 49   |

## Администрация
| Период | Период | Фамилия    | Партия | Примечания |
| ------ | ------ | ---------- | ------ | ---------- |
| 2001   | 2008   | Жан Лабади |        |            |
| 2008   | 2020   | Ален Бод   |        |            |

## Экономика
В 2010 году среди 33 человек трудоспособного возраста (15-64 лет) 19 были экономически активными, 14 — неактивными (показатель активности — 57,6 %, в 1999 году было 73,5 %). Из 19 активных жителей работали 17 человек (9 мужчин и 8 женщин), безработных было 2 (1 мужчина и 1 женщина). Среди 14 неактивных 4 человека были учениками или студентами, 9 — пенсионерами, 1 был неактивным по другим причинам.